# Абрекская улица
Абре́кская у́лица — улица в Ленинском районе города Владивостока.

## История
Улица проходит в историческом районе Экипажная слободка. Район располагался между засыпанными ныне Мальцевским и Гайдамакским оврагами и застраивался по регулярному плану начиная с 1872 года. Улицы в этом районе заселялись переведёнными во Владивосток из Николаевска моряками Сибирской флотилии, база которых располагалась чуть восточнее современного стадиона «Авангард». Желавшие строиться получали ссуду и строительные материалы, первые дома появились уже к 1879 году. Улицы в слободке получили названия по кораблям флотилии — так улица, проложенная вдоль восточного склона Мальцевского оврага была названа в честь винтового клипера с парусным вооружением «Абрек».

## Расположение
Берёт начало у дома 155 по улице Светланской, тянется с юга на север в сопку, параллельно улице Махалина, пересекает Славянскую улицу и заканчивается тупиком у дома 28. Нумерация домов начинается от Светланской улицы. 

## Здания и сооружения
В настоящее время Абрекская и соседние улицы представляют собой один из немногих районов Владивостока, где практически без позднейших перестроек сохранились здания конца XIX — начала XX веков. Например, деревянный жилой дом с мансардой по адресу Абрекская, 12 является типичным для городской деревянной архитектуры 1880-х годов с большим количеством деревянной резьбы, резными наличниками.
В не сохранившемся доме на углу Абрекской Славянской улиц с 1894 до 1898 года жил один из руководителей Севастопольского восстания 1905 года, лейтенант эскадры Тихого океана Пётр Петрович Шмидт.
В 1902 году городская дума запретила строительство деревянных домов в городе ближе Мальцевского оврага. Но хотя Абрекская улица не относилась к зоне запрета, кирпичные дома стали появляться и в ней — на одном из них (Абрекская, 6) указана дата постройки — 1903.
Из других примечательных зданий — Приморский краевой центр народной культуры, ранее Дом культуры имени Владимира Ильича Ленина, который торцом выходит на Абрекскую улицу; его адрес — улица Светланская, 147.

## Транспорт
Непосредственно по улице общественный транспорт не проходит. Автомобильное движение по одной полосе в каждую сторону. Дорожная разметка отсутствует. Светофоров нет.
Ближайшая остановка общественного транспорта на улице Светланской — Стадион «Авангард».